# Armée des Volontaires (résistance)
L'Armée Volontaire, ou Armée des Volontaires (AV), fut l'un des premiers mouvements de résistance à Paris sous l'occupation allemande.

## Activités
L'AV a été créée au mois d'octobre 1940, au 6 de la rue des Ciseaux dans le VIe arrondissement de Paris, lors d'une réunion présidée par le Commandant René Lhopital, ingénieur civil des mines, ex-officier d'ordonnance du Maréchal Foch. À cette époque, les fondateurs de l'AV ne sont pas antipétainistes, mais veulent lutter contre l'occupation allemande. En font partie : Charles Domergue, André Donnay, Adrien dit Marcel Lamboley, Charles Deguy, Auguste Raulhac, Trannant, Gaillard, le chanoine Emmanuel Lancrenon,. 
L'AV s'étend progressivement ; les militants se sont connus au régiment, chez les Scouts de France, à l'Action française…Les "Volontaires" diffusent le premier journal clandestin de Raymond Deiss : Pantagruel.
L'AV est en contact avec des groupes ralliés en Province, en particulier à Poitiers (Louis Renard, Théodore Lefebvre, Louis Cartan), à Nevers (Raymond Chanel).
André Méresse, qui succédera à Dommergue, responsable de Paris, prendra contact avec les services anglais, la France Libre, le SR Air.
Mais à Paris et en Province, des agents français de l'Abwehr pénètrent l'organisation.

### Groupe Valmy
Ne doit pas être confondu avec Détachement Valmy.
En juin 1940, Ernest-Henri David (ancien combattant de 1914-18, mobilisé au titre de la réserve) démobilisé en juin 1940 en Lozère, comme sapeur, remonte à Paris. Il y rencontre Arsène Poncey qui s'occupe à la préfecture de police des Anciens combattants et le général Joseph Coutisson. Ils organisent un groupe de résistance dans la police, le groupe « Valmy » (du nom de nombreux groupes d'action dans la résistance française), dont Ernest-Henri David est le chef d'état-major, alors que Coutisson en est le principal chef. Ce groupe assassine un Allemand, rue des Écoles, en 1942.
Poncey est arrêté, puis déporté, Coutisson pris et fusillé par les Allemands, en 1942-43. Après quoi, Ernest-Henri David assure directement la liaison avec ses hommes, rue Helbar. À la libération de Paris, en août 1944, tous les membres du groupe Valmy rescapés sont reçus à la préfecture de police en présence du préfet, pour être décorés et le groupe dissous.

## Activités et arrestations
Lhopital, Ulmann et Frot sont arrêtés le 1er avril 1941 puis relâchés. Deguy est arrêté en août 1941 et Domergue en septembre (par la police française), mais relâché. Donnay est arrêté le 1er septembre, Lamboley, le 26 et Domergue, de nouveau, le 27. Alfred Heurtaux et Xavier de Riedinger le sont également. Deiss est arrêté en novembre 1941 suivi de René et Robert Blanc. Une seconde vague d'arrestations a lieu en janvier 1942 et se poursuit pendant plusieurs mois, Domergue est arrêté de nouveau le 24 janvier 1942, en même temps que Lhopital, Donnay et plusieurs autres cadres. Albert Dubois est arrêté le 8 mai et John Hopper à la fin juillet. Le 9 octobre 1942, 45 Volontaires sont déportés à Trèves (Allemagne), en application du décret Nacht und Nebel.
Une troisième vague a lieu au début novembre 1942 : Chanel est arrêté le 2 novembre 1942 par des policiers français ainsi que Méresse cinq jours plus tard. Une quarantaine de chefs de secteurs de province sont arrêtés dans les jours suivants. Un rapport allemand du 10 novembre, conservé aux archives, contient en effet la liste de tous les responsables régionaux et départementaux du réseau avec leur adresse et stipule qu'il doit être intenté une action contre les responsables dans la nuit du 11 novembre 1942. À la suite de cela, une partie des « Volontaires » sans chefs se rapprocheront des autres réseaux et mouvements : l'OCM, CDLL, Libération-Nord.
L'organisation survivra néanmoins, même si les arrestations se poursuivent. Une nouvelle organisation (AV-RIF) est homologuée à partir de novembre 1942, succédant à l'AV-SR. Elle est reprise en main, début 1943, par Gabriel Faillot et Arsène Poncey. La liaison est rétablie avec les groupes de Paris et quelques groupes de province. Alphonse Fercot développe son groupe au nord de Melun, qui devient largement autonome et Raymond Fournier continue son travail dans la Nièvre. Arsène Poncey avait organisé avec Ernest-Henri David et le général Coutisson le groupe de résistance de la police (voir groupe Valmy). L’un de ses adjoints, le commissaire Edmond Dubent, assisté d’Armand Fournet, crée alors une nouvelle organisation, L’Honneur de la Police, avec les rescapés du groupe Valmy. Il se rapprochera d’autres organisations comme le mouvement Résistance, le Noyautage des administrations publiques et le groupe d’action immédiate du commissaire Charles Porte, ancien adjoint de Jean Moulin. Porte, Dubent et quatre de leurs adjoints sont arrêtés le 28 décembre 1943. L’Honneur de la Police sera le plus important des trois groupes de la résistance policière parisienne.

## Déportations
Condamné à Trèves en 1943 le commandant (colonel) Lhopital sera déporté à Oranienburg-Sachsenhausen puis à Buchenwald, où il sera délivré par l'armée des É.-U. en 1945.[réf. souhaitée]
Les 27 et 28 mai 1943 : les plus compromis sont jugés par le 2e sénat du Volksgerichtshof siégeant à Trèves.
- 27 mai 1943 : Charles Dommergue, André Lalanne-Picard, Philippe Bonny, Marcel Lepape, Raymond Cousin, Maxime Belleville et Raymond Deiss sont condamnés à mort; André Donnay à 7 ans de réclusion et René Lhopital à 1 an de réclusion.
- 28 mai 1943 : Jean Stéphan, Roger Cadin, André Bergez, André Guilbaud, Georges Iagello, Gustave Silberberg, Armand Bigose, Léon Perrod et Armand Piret sont condamnés à mort; Joseph Emeric à 5 ans de réclusion, André Chauvenet à 3 ans de prison.
- Chanel et Méresse seront déportés, mais reviendront. Déporté le 15 août 1944, Noël Sorin meurt le 4 janvier 1945 à Ellrich

## Exécutions
Les condamnés à mort sont transférés à la prison de Rheinbach. Les exécutions par guillotine auront lieu à la prison de Cologne.
- 25 août 1943 : exécution des condamnés à mort du 27 mai.
- 31 août 1943 : exécution des condamnés à mort du 28 mai.

Joseph Emeric meurt au Kommando Heinkel de Germensdorf, le 22 avril 1945. André Chauvenet fut l'un des seuls rescapés de la déportation (Hinzert, Dresde, Buchenwald notamment) et meurt à Marseille le 2 avril 1981. André Donnay meurt à Sachsenhausen, le 30 avril 1945. René Lhopital survit à Sachsenhausen et à Buchenwald.

## Bilan
L'activité de L'AV a coûté cher à ses membres : 130 morts et plus de 200 déportés.

## Reconnaissance officielle
Arrêté du 9 juin 1947 paru au Journal officiel de la République française du 19 juin.

## Sources
- Henri Michel : Paris Résistant
- Dr Raymond Chanel, Un médecin en enfer, Libraire académique Perrin, Paris, 1970